# اخلاق جانوری

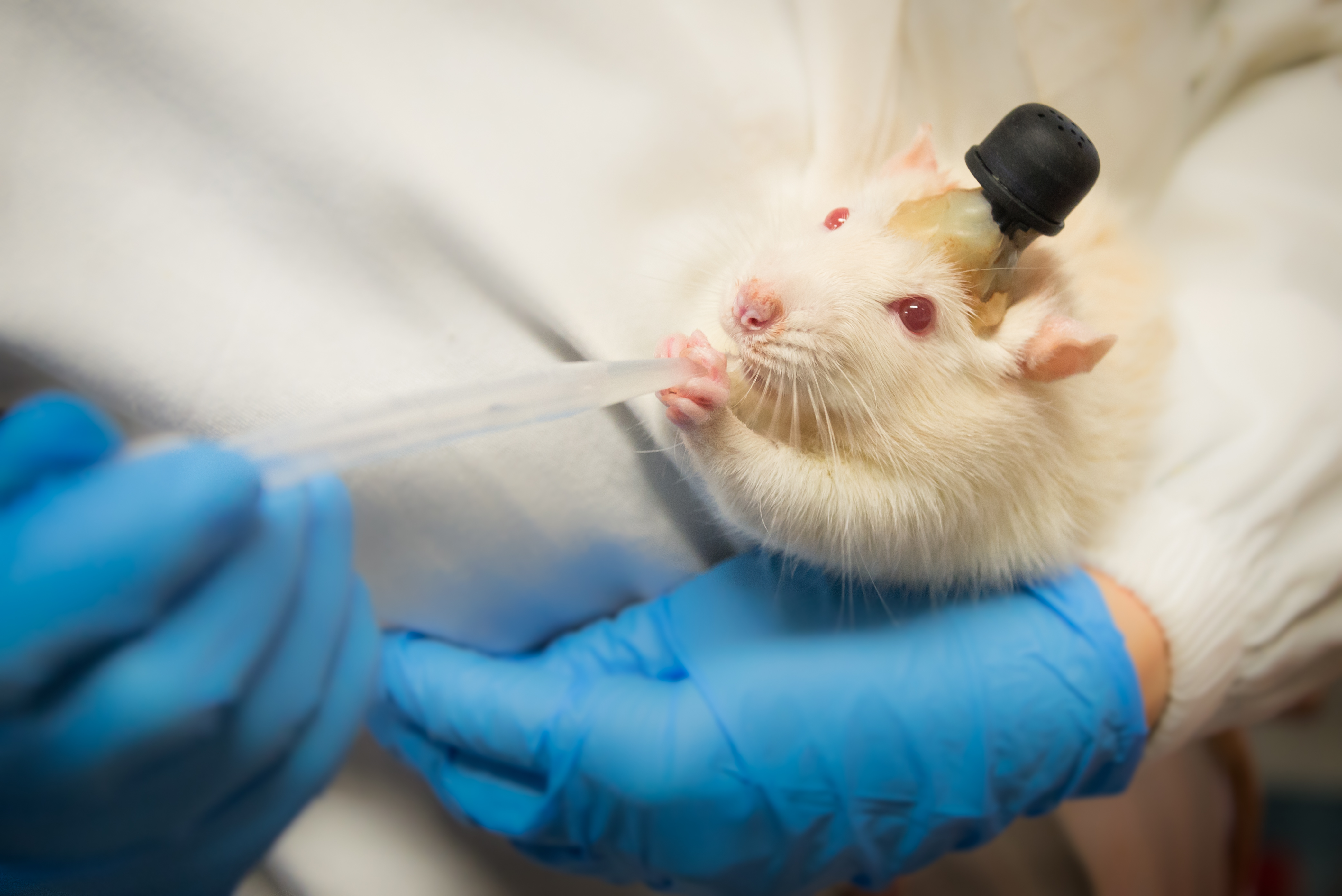
موش آزمایشگاهی با کاشت مغزی در حال تغذیه

اخلاق جانوری (به انگلیسی: Animal ethics) شاخه‌ای از اخلاق است که به بررسی روابط انسان و جانوران، ملاحظات اخلاقی دربارهٔ جانوران و چگونگی رفتار با جانوران غیرانسانی می‌پردازد. این موضوع شامل حقوق حیوانات، رفاه جانوران، قانون جانوران، گونه‌پرستی، هوش‌سنجی جانوران، حفاظت از حیات وحش، رنج جانوران وحشی، وضعیت اخلاقی جانوران غیرانسانی، مفهوم شخصیت غیرانسانی، تشخص انسان، تاریخچه استفاده از جانوران، و نظریه‌های عدالت است. چندین رویکرد نظری مختلف برای بررسی این حوزه، مطابق با نظریات متفاوتی که در حال حاضر در فلسفه اخلاق و فلسفه سیاسی از آن دفاع می‌شود، پیشنهاد شده‌است. هیچ نظریه‌ای وجود ندارد که به دلیل برداشت‌های متفاوت از مفهوم اخلاق، کاملاً پذیرفته شود. با این حال، نظریه‌هایی وجود دارند که بیشتر مورد پذیرش جامعه قرار گرفته‌اند، مانند حقوق حیوانات و فایده‌گرایی.